# Cratere Thomson
Thomson è un grande cratere lunare di 117,25 km situato nella parte sud-occidentale della faccia nascosta della Luna.